# Willi Tripp
Willi Tripp (* 5. Oktober 1896 in Essen als Wilhelm Heinrich Tripp; † 27. Februar 1975 in Steinau an der Straße) war ein deutscher Maler.

## Leben

### Herkunft, Ausbildung, Krieg und Folgen
Willi Tripp ist als zweites von acht Kindern des selbständigen, katholischen Schreiners und Treppenbauers Wilhelm Tripp (1868–1943) und seiner Ehefrau Christine, geborene Schmidt (1869–1930), in Essen geboren und aufgewachsen. Seine Mutter entstammte einer protestantischen Pfarrersfamilie aus dem Bergischen Land. Ihr werden die bei allen Kindern Tripp ausgeprägten „musischen Impulse“ zugeschrieben. Nach acht Jahren Volksschule begann er eine Lehre zum Glasmaler, die er, wegen der Pleite des Glasmalerbetriebes nicht beendete. In dieser Situation entschied er sich für eine Schreinerlehre, die er auch abschloss.
Prägend für den bereits in jungen Jahren sehr selbständig denkenden Tripp waren der Kriegsdienst im Ersten Weltkrieg und die französische Kriegsgefangenschaft. Zwei misslungene Fluchtversuche brachten ihm eine Verurteilung zur Strafgefangenschaft in Korsika ein. Nach der Rückkehr nach Deutschland trat er 1920 in die Kommunistische Partei ein. Jetzt begann auch eine gründliche künstlerische Ausbildung an der Folkwangschule in Essen, die er 1924 beendete.

### Wanderjahre und Ankunft
Auf die Ausbildung folgten Jahre der Suche. Fußwanderungen durch Deutschland führten ihn u. a. zu Aufenthalten bei der Künstlerkolonie Worpswede, ebenso wie zum Neuwerk in Sannerz. Bei diesen Studienreisen entstanden Zeichnungen und Gemälde. Die älteste nachweisbare Bildsignatur stammt aus dem Jahr 1925. Schließlich ließ er sich, 1928 in Steinau an der Straße nieder. Dort malte und arbeitete er in der Keramikwerkstatt Ludwig Meidt. 1929 heiratete Willi Tripp Sofie Elise Romeiser, die Tochter des Wagenfabrikanten Wilhelm Romeiser. Den Lebensunterhalt der Familie bestritt er zunächst als Schreiner, später als Kunstmaler.

### Wirken in Steinau an der Straße
1930 gründet Tripp, in Räumen der Wagenfabrik Romeiser, einen Tischlereibetrieb, den er auch als Atelier für seine Malerei nutzte. 1930 und 1933 wurde er Vater zweier Söhne, der jüngere Sohn verstarb aber bereits 1935.
Im März 1933 wurde er wegen der Mitgliedschaft in der KPD in Schutzhaft genommen und in den Konzentrationslagern Breitenau und Sonnenburg inhaftiert. 1936 wurde Tripp erneut in Schutzhaft genommen. Die Erfahrungen und Erlebnisse dieser KZ-Aufenthalte wird er später in Bildern wie: „Das siebente Kreuz“, „Der Emigrant“ oder „Der dreifache Fluch“ verarbeiten. 1939 wurde er zur Wehrmacht eingezogen, wirkte 1942 beim Nationalsozialistischen Fliegerkorps in Worpswede als Modellbaulehrer und 1943 als ziviler Truppenbetreuer der Wehrmacht in der Ukraine. Ein Brand im Januar 1945 zerstörte sein Atelier und seine Werkstatt.
Er selbst desertiert im März 1945 und versteckt sich bis zur Befreiung Steinaus, an Ostern 1945, im Keller einer Scheune. Nach der Befreiung wurde Tripp von den US-Militärbehörden zum Steinauer Bürgermeister ernannt. Im Jahr 1948 trat er, wegen Differenzen mit der politischen Linie der KPD, aus der Partei aus und legte gleichzeitig sein Stadtverordnetenmandat nieder. Nach einer schweren und langwierigen Erkrankung beschloss er 1949, nur noch freiberuflich tätig zu sein und als Maler, Dozent und Zeichenlehrer sowie als Journalist zu arbeiten.
Eine Anklage wegen der Mitgliedschaft bei der „Nationalen Front“ 1956 endete mit der Einstellung des Verfahrens. Erst 1958 wurde er als politisch Verfolgter anerkannt und lebte bis zu seinem Tod 1975 mit der Familie von seinem künstlerischen Schaffen in Steinau an der Straße.

### Künstlerische Entwicklung und Bedeutung
Das Werk von Willi Tripp ist in ganz unterschiedliche Gruppen aufzuteilen. Das frühe Werk ist geprägt von figurativen Bildern, die symbolträchtige Inhalte präsentieren und farblich akzentuiert sind. Diese Art von Arbeiten beschäftigte ihn sein Leben lang. Daneben stehen seine Landschaften, für die er vor allem im Raum Fulda bekannt ist. Hier sind es das obere Kinzigtal, der Bergwinkel und die Rhön, die ihm zentrales Motiv werden. Daneben spielen Blumenstillleben in seinem Werk eine Rolle.
Die Komposition und die Malweise in seinen Arbeiten ist heterogen. Die mit politischen und gesellschaftlichen Aussagen belegten Bilder sind anders gestaltet als seine Landschaften, aber auch bei ihnen gibt es eklatante Unterschiede in der Art der Malerei.
Schon während seiner künstlerischen Ausbildung an der Folkwang-Schule ermöglichte ihm die große öffentliche Sammlung von Werken der Wegbereiter der Moderne, sich mit den aktuellen künstlerischen Strömungen in Frankreich und Deutschland auseinanderzusetzen. Gerade in seinen figurativen Arbeiten ist nicht zu verleugnen, dass sich Tripp mit dem Fauvismus auseinandergesetzt hat, der die ungebrochene Farbe, in den Mittelpunkt der Gestaltung stellte. Tripp lotete hierbei die Möglichkeiten, aber auch die Grenzen der Farbe an sich aus. Die farbige Wirkung (auch die gedämpfte Palette in seinen Kriegsbildern) wird nicht mit den eigentlichen Farbtönen, sondern mit der von den Farben ausgelösten Imagination geschaffen. Er verdeutlicht auf diese Weise, dass die Farbigkeit seiner Bilder nichts mit Buntheit zu tun hat. Die Farbe steht als Symbol und wirkt auf das Gemüt des Betrachters.
Eine ganz andere künstlerische Auffassung haben seine Landschaften. Bei diesen Bildern ist es eher die Landschaftsauffassung der Spätromantik, die durch Tripps Denken neu geprägt, ein entscheidendes Vorbild wurde. Warum er hier einen ganz anderen Weg ging, ist nicht zu sagen. Die Landschaften, gerade in den früheren Arbeiten, zeigen, dass Willy Tripp seine Motive geschickt aufgebaut hat und in den meisten Fällen mehrere Bildebenen mit Vorder-, Mittel- und Hintergrund vorhanden sind. Während in der romantischen Malerei durch bewusst eingesetzte Dramatik zum Beispiel die Frage nach göttlichen Spuren in der Natur gestellt wird, sieht Willy Tripp hier eine völlig ruhige, ja kontemplative Welt, Fragen an die Natur werden in diesen Bildern nicht gestellt. Akzentuierungen werden eher durch den Farbauftrag, der stark pastös werden kann, gesetzt, nicht durch die Farbe selbst. Auffällig ist auch, dass kaum Personen bei diesen Bildern auftauchen.
Tripp scheint seinen Motivschatz zeit seines Lebens immer wieder zu variieren. Dadurch öffnet sich ihm ein großes Spektrum an malerischen Möglichkeiten. In diesem Umstand zeigt sich sein sehr bewusster Umgang mit seiner Kunst, seinen Motiven, aber auch seinen Themenkreisen. Mit der Vielzahl seiner Arbeiten vergewisserte er sich seiner Produktivität und bestätigte sich selbst als die Malerei in der Region prägenden Künstler. Das zeigt sich etwa darin, dass es bei ihm auch Landschaften gibt, die er ganz im Stil, des Fauvismus geschaffen hat. Er will und kann hier mit Form und Farbe umgehen und zeigt es, durchaus im modernen Sinn. Auch eine Reihe von grafischen Arbeiten. Linolschnitte mit Ansichten von Steinau, zeigen, dass er es verstanden hat, die Fläche ganz in einem expressionistischen Sinne aufzulösen und durch Hell-Dunkel-Effekte Spannung in der Komposition zu erzielen.

### Ausstellungen und Ehrungen
Willi Tripp nahm mit seinen Bildern regelmäßig an Ausstellungen in der gesamten Region teil. Für die folgenden Zeiten und Orte sind die Teilnahmen belegt:
- 1948 – Bad Orb
- 1949 – Bad Orb
- 1950 – Schlüchtern
- 1951 – Steinau an der Straße
- 1954 – Steinau an der Straße
- 1957 – Gelnhausen
- 1962 – Bad Orb
- 1967 – Bad Soden
- 1970 – Gelnhausen
- 1974 – Fulda
- 1975 – Fulda
- 1993 – Kunstgalerie, Kleinsassen
- 1994 – Fohlenweide, Hofbieber

Größere Ausstellungen zu Ehren von Willi Tripp:
- 1995 – „In Memoriam Wilhelm Tripp“, Hansabibliothek, Berlin
- 1996 – „Malerei zwischen Lust und Leid – Hommage an Willi Tripp“, Kulturhaus Synagoge, Schlüchtern
- 2001 – „Brückenschlag“, Schlitz
- November 2021–März 2022 – „vergangen-aktuell-zeitlos“, Brüder Grimm Haus, Steinau an der Straße
- Dauerausstellung in Gedenkstätte Osthofen bei Worms, mit dem „siebenten Kreuz“ im Mittelpunkt
- 2023 ist eine Ausstellung von Werken Tripps im ehemaligen KZ Breitenau geplant.

## Weitere Künstler aus der Familie Tripp
- Anton Tripp (1911–1991); der jüngere Bruder von Willi Tripp besuchte ab 1929 Fotografie-Kurse an der Folkwangschule. Es entstanden in dieser Zeit schon erste Fotografien und Gemälde, teilweise mit Industrieanlagen. AntonTripp lebt später als Fotograf, Maler Journalist und Schriftsteller in Düsseldorf und ist bekannt für seine Arbeiterfotografien und die Dokumentation des Strukturwandels im Ruhrgebiet.
- Franz Josef Tripp (1915–1978); der jüngste Bruder von Willi Tripp wurde ebenfalls an der Folkwang-Schule ausgebildet. Er ist zunächst als Werbegrafiker tätig gewesen, verfasst und illustriert aber zunehmend Kinderbücher, was schließlich seine Hauptaufgabe wurde. Zu seinen bekanntesten Werken gehören die Illustrationen zu den Jim Knopf-Büchern von Michael Ende und zur Räuber Hotzenplotz-Reihe von Otfried Preußler.
- Jan Peter Tripp (* 1945); der Sohn von Franz-Josef Tripp studierte nach dem Abitur Kunst in Stuttgart und Wien. Er gehört heute zu den wichtigsten deutschen Realisten und malt hyperrealistische Porträts und Stillleben mit hochsensibler Wahrnehmung und unvergleichlicher Präzision.